# Dong Jie (zwemster)
Dong Jie (Huaian, 31 oktober 1998)  is een Chinese zwemster. Ze vertegenwoordigde haar vaderland op de Olympische Zomerspelen 2016 in Rio de Janeiro en op de Olympische Zomerspelen 2020 in Tokio.

## Carrière
Bij haar internationale debuut, tijdens de Olympische Zomerspelen van 2016 in Rio de Janeiro, eindigde Dong samen met Shen Duo, Ai Yanhan en Zhang Yuhan als vierde op de 4×200 meter vrije slag. Op de wereldkampioenschappen kortebaanzwemmen 2016 in Windsor strandde de Chinese in de series van de 800 meter vrije slag, op de 4×200 meter vrije slag eindigde ze samen met Zhang Yuhan, Ai Yanhan en Shen Duo op de zesde plaats.
In Gwangju nam ze deel aan de wereldkampioenschappen zwemmen 2019. Op dit toernooi zwom ze samen met Ai Yanhan, Zhang Yuhan en Li Bingjie in de series van de 4×200 meter vrije slag, in de finale eindigde Zhang en Li samen met Yang Junxuan en Wang Jianjiahe op de vierde plaats.
Tijdens de Olympische Zomerspelen van 2020 in Tokio zwom Dong samen met Tang Muhan, Zhang Yifan en Li Bingjie in de series van de 4×200 meter vrije slag, in de finale veroverden Tang en Li samen met Yang Junxuan en Zhang Yufei de gouden medaille. Voor haar aandeel in de series werd Dong beloond met de gouden medaille.

## Internationale toernooien
| Jaar | Olympische Spelen                             | WK langebaan                                   | WK kortebaan                              | PanPacs                                   | Aziatische Spelen                         |
| ---- | --------------------------------------------- | ---------------------------------------------- | ----------------------------------------- | ----------------------------------------- | ----------------------------------------- |
| 2016 | 4e 4×200m vrije slag                          |                                                | 16e 800m vrije slag 6e 4×200m vrije slag  |                                           |                                           |
| 2017 |                                               | geen deelname                                  |                                           |                                           |                                           |
| 2018 |                                               |                                                | geen deelname                             | geen deelname                             | geen deelname                             |
| 2019 |                                               | 4e 4×200m vrije slag Dong zwom enkel de series |                                           |                                           |                                           |
| 2020 | Geen toernooien vanwege de coronapandemie     | Geen toernooien vanwege de coronapandemie      | Geen toernooien vanwege de coronapandemie | Geen toernooien vanwege de coronapandemie | Geen toernooien vanwege de coronapandemie |
| 2021 | 4×200m vrije slag · Dong zwom enkel de series |                                                | 16-21 december                            |                                           |                                           |

## Persoonlijke records
Bijgewerkt tot en met 4 mei 2021
Kortebaan
| Afstand         | Tijd    | Datum            | Plaats    |
| --------------- | ------- | ---------------- | --------- |
| 200m vrije slag | 1.57,38 | 21 oktober 2016  | Singapore |
| 400m vrije slag | 4.00,80 | 15 november 2017 | Tokio     |
| 800m vrije slag | 8.19,66 | 21 oktober 2016  | Singapore |

Langebaan
| Afstand         | Tijd    | Datum           | Plaats  |
| --------------- | ------- | --------------- | ------- |
| 200m vrije slag | 1.58,25 | 4 mei 2021      | Qingdao |
| 400m vrije slag | 4.11,32 | 8 augustus 2019 | Jinan   |